# Berceo
Berceo est une commune de la communauté autonome de La Rioja, en Espagne.
Elle est située près du monastère San-Millán de Suso, et fut le lieu de naissance de Gonzalo de Berceo. Elle est suggérée comme l'éventuel  Vergegio historique, nommé par Braule de Saragosse comme lieu de naissance de saint Émilien de la Cogolla, bien que l'actuel Berdejo en Aragon soit aussi possible.

## Démographie
| 1900 | 1910 | 1920 | 1930 | 1940 | 1950 |
| ---- | ---- | ---- | ---- | ---- | ---- |
| 548  | 585  | 501  | 481  | 448  | 474  |

| 1960 | 1970 | 1981 | 1991 | 2001 | 2011 |
| ---- | ---- | ---- | ---- | ---- | ---- |
| 451  | 381  | 289  | 251  | 212  | 184  |

## Administration

### Conseil municipal
La ville de Berceo comptait 157 habitants aux élections municipales du 26 mai 2019. Son conseil municipal (en espagnol : Pleno del Ayuntamiento) se compose donc de 5 élus.
| Parti | Parti                                                       | Voix | %       | Élus  |
| ----- | ----------------------------------------------------------- | ---- | ------- | ----- |
|       | Izquierda Unida-Parti socialiste ouvrier espagnol (IU-PSOE) | 72   | 63,72 % | 4 / 5 |
|       | Parti populaire (PP)                                        | 38   | 33,63 % | 1 / 5 |
|       | Partido Riojano (PR+)                                       | 3    | 2,65 %  | 0 / 5 |

### Liste des maires
| Mandat    | Maire | Maire                        | Parti   |
| --------- | ----- | ---------------------------- | ------- |
| 1979-1983 |       | José Alfonso Mendoza Alesón  | CD      |
| 1983-1987 |       | Florentino Fernández Hervías | PSOE    |
| 1987-1991 |       | Florentino Fernández Hervías | PSOE    |
| 1991-1995 |       | Luis M.ª Gómez Álvarez       | PP      |
| 1995-1999 |       | Luis Alesón Prado            | PSOE    |
| 1999-2003 |       | Jesús Mendoza Camprovín      | PSOE    |
| 2003-2007 |       | Jesús Mendoza Camprovín      | PSOE    |
| 2007-2011 |       | Jesús Mendoza Camprovín      | PSOE    |
| 2011-2015 |       | Jesús Mendoza Camprovín      | PSOE    |
| 2015-2019 |       | José Félix Aransay Azofra    | IU      |
| 2019-2023 |       | José Félix Aransay Azofra    | IU-PSOE |

## Personne liées à la commune
- Émilien de la Cogolla (c. 474-c. 574), ermite, prêtre et abbé.
- Gonzalo de Berceo (c. 1196-c. 1264), homme d’Église et poète.